# 洪啓遵
洪啓遵（1604年—1640年），字爾鴻，號素原，福建南安人，徙居晉江，明朝政治人物，同進士出身。

## 生平
天啟四年（1624年）中甲子科福建鄉試舉人。崇禎元年（1628年）登戊辰科進士。授江西吉安府推官，擢湖廣道監察御史，巡按山東。崇禎十三年（1640年）因巡城墜馬而卒。無子，以兄啟進次子承機為嗣。